# らいおんまる
らいおんまる（1976年4月29日 - ）は、日本のお笑い芸人、プロデューサーである。本名、佐竹 祥史。大阪府出身。血液型はO型。身長170cm、体重65kg。お笑いトリオさ〜くるらいおんのボケ担当、立ち位置は向かって一番左。コンビ活動、トリオ活動と並行してピン芸人としてライブ等に出演。2007年に学生ミーティングスペースをオープンさせ、「TOKYO GAKUSEI FESTIVAL」を開催するなど、高校生・大学生イベントを多数企画運営している。

## 来歴
- 東大阪市立縄手北中学校、奈良学園高等学校、京都大学経済学部経営学科卒業。
- 2002年、らいおんまる、みったんの2名でコンビ結成。
- ホリプロのお笑い学校目黒笑売塾1期生であり、在学中より「ぶれいく寸前!お笑い時限爆弾らいぶ!!」（通称：時限爆弾らいぶ）を主催。らいおんまるはもともと放送作家の経験があり、立ち上げ当初からだいたひかる、キャン×キャン、U字工事などが出演しており注目を集めた。
- ワタナベエンターテインメント在籍中の2004年、吉本興業の公開オーディションを受け、350組中3位入賞。
- 2005年、SMA NEET Projectに立ち上げより所属。
- 2006年、らいおんまるの実弟う〜すけが加わりトリオになる。
- 2007年、らいおんまるが株式会社コピコムを創立。大学の学園祭にてお笑いライブを多数企画し、インディーズ芸人ながら年10本以上の学園祭に出演。

## 芸風

### さまざまな芸名
- 最初はトリオ結成中に、相方のみったん 、う〜すけにばれない様に息抜きに別名でライブ出演したのがきっかけ。
- 以降、受験家すべる・おちる、社長副社長、会社家つぶす・こわすの名前で活動、1度だけ主催者のミスで本名の佐竹祥史でライブ出演したこともある。

### 一発ギャグ
- 舞台に入る際に「れーしょん、れーしょん、おつかれーしょん!」とハイテンションで叫んだ後に間を空けて「疲れた?」と言うのが持ちネタ。
- 舞台からはける際に筋肉をおもむろに見せ「センキューべりマッチョ!ムキムキっ!」と言うのが決め台詞。
- ネタではなくこの部分だけが番組の予告編で流れたにもかかわらず、肝心のネタがお蔵入りされたことがある。

### 歌ネタ
- トリオとして行ったネタをピンに改良して行ったダメダメの歌や黒柳徹子について考えるなどのネタがレパートリー。

### 自虐ネタ
- フリップを用いてあるあるネタを言った後に「どうせ会社潰れたもんな」と言ってさまざまなポーズで遠くを眺めるジングルをはさむスタイルが中心。
- 決め台詞の元は、自身が設立した会社の社長としてTVや雑誌に紹介されたにもかかわらず、1年足らずで設立した会社の経営が立ち行かなくなったため。
- 新田一郎と繋がりが深く、代官山プロダクション所属芸人のネタ合わせ場所として会社を開放していたが、突然の事務所閉鎖で所属芸人はネタ合わせ場所を失った。
- 多くの芸人がこのことをさまざまなライブでネタにしたため状況がすぐ発覚、開き直って自分でもネタにしたと本人が言っている。
- ネタ中で「会社潰れた」と表現しているが実際には倒産しておらず、2011年現在も存続している。

## 人物

### ぶれいく寸前!お笑い時限爆弾らいぶ!!
- 2002年に大阪NSC同期在籍メンバー中心に月1回ペースでスタートさせた後、本人の上京に伴い、2004年よりホリプロ目黒笑売塾同期在籍メンバー中心に月2回ずつ同名で開催した自己主催ライブ。
- 毎回約20組の芸人が出演し、2009年までに約300回を開催、500組以上の芸人が出演した[1]。
- 同ライブに毎回『エンタの神様』の制作会社のカメラが入っていたため、芸人間では「エンタの登竜門ライブ」とも呼ばれた。
- さまざまなイベント内のコーナーとしてコラボし、東京ドーム、日本武道館、代々木体育館、両国国技館など大会場でも特別編として開催を続けている。
- 毎回MCをらいおんまるが務めており、そのため「売れてないくせに日本一大舞台に出てる芸人」と本人が言っている[1]。

### 学生とのつながり
- 大学生との繋がりが強く、学生とユニットを組んでイベントを企画、主催し、自身も出演している。
- 2008年 - 、「TOKYO GAKUSEI FESTIVAL」
- 2008年、富士山頂上コンサート「いのち咲く」
- 2008年 - 、「1万人かくれんぼ」
- 2009年 - 、RKK WINTER GROOVE「KUMAMOTO COLLECTION」
- 2009年 - 、「p-sta」
- 2010年 - 、「日中韓友好交流学生コンサート」
- 2010年、「芸rock」

### 顧問をつとめる学生団体
- さまざまな学生団体やサークルを立ち上げ、2012年現在なお学生と一緒に活動にも積極的に参加している。
- 代表はすべて現役学生がつとめており、サークルの一般メンバーもしくは顧問として関わっている。
- 早稲田にスタジオを設け、学生サークルに無料で開放しており、活動拠点としている。
- 本人のFacebookアカウントやTwitterアカウントでイベント制作の様子が公開されている。
- 2008年 - 、学生団体CleliB!!（のちに「インカレ広告研究会CleliB」に改称）
- 2008年 - 、株式投資サークルJumpingPoint!!
- 2008年 - 、麻雀サークル雀友会
- 2008年 - 、企画屋集団さーくるらいおん
- 2008年 - 、早稲田さーくるらいぶらり
- 2008年 - 、クマコレ
- 2008年 - 、いのち咲く富士山プロジェクト実行委員会
- 2009年 - 、ODDS
- 2010年 - 、ユメコレ!!
- 2010年 - 、学生団体MARCHE
- 2012年 - 、雪コン実行委員会
- 2012年 - 、ふくしまフェス学生実行委員会
- 2013年 - 、教モ実行委員会
- 2014年 - 、CleliB BOYS&GIRLS
- 2014年 - 、GAKUSEI WEDDING PROJECT!!
- 2015年 - 、LGBT RAINBOW WEDDING実行委員会
- 2015年以降は、すべての実行委員会を「インカレ広告研究会CleliB」の傘下企画として組織を統一している。

### ミスコンの主催
- さまざまなミスコンの主催や復活開催を「インカレ広告研究会CleliB」として行っている。
- ミスコン優勝者たちとトーク番組をAbema FRESHにて毎週レギュラー配信し、MCをつとめている（2016年7月 - ）
- 「ミス鈴木」：苗字が鈴木さんだけのミスコンテスト（年齢不問・全国対象）
- 「ミス佐藤」：苗字が佐藤さんだけのミスコンテスト（年齢不問・全国対象）
- 「ミス早稲田」「ミス一橋」「ミス法政」「ミス明治」：通常の大学別ミスコンテスト（該当大学生限定）
- 「ミストライアングル」：さまざまな視点（Angle）に挑戦（Try）するミスコンテスト（大学生限定・地域限定）
- 「ミス総理大臣」：いちばん総理にしたい大学生を決めるミスコンテスト（大学生限定・全国対象）

## 出演

### テレビ
- Pooh!（2003年6月18日、TBS）
- シブスタ（2004年8月11日、テレビ東京）
- 海筋肉王 〜バイキング〜「春のお台場筋肉の祭典 史上最大のフィールドアスレチック 海筋肉王"バイキング"スペシャル 全世界最強王決定戦!!」（2005年4月4日、フジテレビ）
- 笑っていいとも!（フジテレビ）
- こたえてちょーだい!（2007年1月29日、フジテレビ）
- 出没!アド街ック天国（2008年6月14日、テレビ東京）
- おもいッきりイイ!!テレビ（2008年8月15日、日本テレビ）
- FNNスーパーニュース（2008年8月15日、フジテレビ）
- NNN Newsリアルタイム（2008年8月19日、日本テレビ）
- スーパーJチャンネル（2008年8月26日、テレビ朝日）
- 生中継 ふるさと一番!（2008年9月3日、NHK）
- 草野☆キッド（2008年10月28日、テレビ朝日）
- ワールドビジネスサテライト（2008年11月5日、テレビ東京）
- RKK Winter Groove 2009（2009年12月27日、熊本放送）
- ザ・プレゼンテーション（TOKYO MX）

### ラジオ
- ハッピーカーライフ（2005年5月 - 2007年3月） - DJ

## 連載
- さーくるらいぶらり「サークル選びのテクニック」
- Clelib!「ウソ?ホント?サークル選びのテクニック」
- GAKUSEI STYLE「あいさー変サー行きたいさー」
- ガクコミ!「サークル絵ラボ」
- GR学生連盟「（笑）の学校」
- Kumamoto Collection「クマコレのウラガワ」
- コミック・ガンボ「さ〜くるらいおん的」（株式会社デジマ）
- EX MAX（ぶんか社）